# Quả bóng vàng châu Âu 2023
Quả bóng vàng châu Âu 2023 là lễ trao giải thường niên lần thứ 67 của Quả bóng vàng châu Âu, một giải thưởng bóng đá do France Football tổ chức. Buổi lễ trao những giải thưởng cho các cầu thủ có thành tích thi đấu tốt nhất thế giới vào mùa giải 2022–23. Đây là lần thứ hai trong lịch sử mà giải thưởng được trao dựa trên thành tích và kết quả của mùa giải thay vì thành tích và kết quả trong một năm dương lịch, với mùa giải được bắt đầu diễn ra từ ngày 1 tháng 8 năm 2022 đến ngày 31 tháng 7 năm 2023.
Các đề cử cho các hạng mục chính thức đã được công bố vào ngày 6 tháng 9 năm 2023, và buổi lễ được diễn ra vào ngày 30 tháng 10 cùng năm tại nhà hát Châtelet, Paris. Lionel Messi có lần thứ tám giành danh hiệu Quả bóng vàng nhờ màn trình diễn xuất sắc của anh để đưa đội tuyển Argentina lên ngôi vô địch FIFA World Cup 2022, trong khi danh hiệu Quả bóng vàng nữ được trao cho Aitana Bonmatí qua những đóng góp lớn của cô giúp cho đội tuyển nữ Tây Ban Nha lên ngôi vô địch FIFA Women's World Cup 2023. Với việc giành được Quả bóng vàng thứ tám trong sự nghiệp của mình, Messi trở thành cầu thủ duy nhất trong lịch sử giành được danh hiệu này khi thi đấu ở ba câu lạc bộ khác nhau, cũng như là cầu thủ duy nhất làm được điều này khi thi đấu ở ngoài châu Âu.
Bên cạnh đó, buổi lễ còn trao các giải thưởng phụ, bao gồm cúp Kopa dành cho Jude Bellingham, cúp Yashin dành cho Emiliano Martinez, cúp Gerd Müller dành cho Erling Haaland, và giải Sócrates dành cho Vinicius Junior. Manchester City có lần thứ hai liên tiếp giành danh hiệu Câu lạc bộ nam của năm, trong khi Barcelona giành danh hiệu Câu lạc bộ nữ của năm.

## Quả bóng vàng
Đối với những cầu thủ thi đấu cho nhiều câu lạc bộ trong mùa giải, các câu lạc bộ gần đây nhất mà họ đang thi đấu sẽ chỉ được liệt kê dưới đây.
Dưới đây là danh sách 30 cầu thủ được đề cử cho giải thưởng Quả bóng vàng châu Âu 2023. Kết quả chung cuộc như sau:
| Hạng | Cầu thủ               | Quốc tịch   | Vị trí   | Câu lạc bộ          | Điểm |
| ---- | --------------------- | ----------- | -------- | ------------------- | ---- |
| 1    | Lionel Messi          | Argentina   | Tiền đạo | Inter Miami         | 462  |
| 2    | Erling Haaland        | Na Uy       | Tiền đạo | Manchester City     | 357  |
| 3    | Kylian Mbappé         | Pháp        | Tiền đạo | Paris Saint-Germain | 270  |
| 4    | Kevin De Bruyne       | Bỉ          | Tiền vệ  | Manchester City     | 100  |
| 5    | Rodri                 | Tây Ban Nha | Tiền vệ  | Manchester City     | 57   |
| 6    | Vinícius Júnior       | Brasil      | Tiền đạo | Real Madrid         | 49   |
| 7    | Julián Álvarez        | Argentina   | Tiền đạo | Manchester City     | 28   |
| 8    | Victor Osimhen        | Nigeria     | Tiền đạo | Napoli              | 24   |
| 9    | Bernardo Silva        | Bồ Đào Nha  | Tiền vệ  | Manchester City     | 20   |
| 10   | Luka Modric           | Croatia     | Tiền vệ  | Real Madrid         | 19   |
| 11   | Mohamed Salah         | Ai Cập      | Tiền đạo | Liverpool           | 13   |
| 12   | Robert Lewandowski    | Ba Lan      | Tiền đạo | Barcelona           | 12   |
| 13   | Yassine Bounou        | Maroc       | Thủ môn  | Al-Hilal            | 10   |
| 14   | İlkay Gündoğan        | Đức         | Tiền vệ  | Barcelona           | 8    |
| 15   | Emiliano Martínez     | Argentina   | Thủ môn  | Aston Villa         | 7    |
| 16   | Karim Benzema         | Pháp        | Tiền đạo | Al-Ittihad          | 6    |
| 17   | Khvicha Kvaratskhelia | Gruzia      | Tiền đạo | Napoli              | 6    |
| 18   | Jude Bellingham       | Anh         | Tiền vệ  | Real Madrid         | 5    |
| 19   | Harry Kane            | Anh         | Tiền đạo | Bayern Munich       | 4    |
| 20   | Lautaro Martínez      | Argentina   | Tiền đạo | Inter Milan         | 4    |
| 21   | Antoine Griezmann     | Pháp        | Tiền đạo | Atlético Madrid     | 4    |
| 22   | Kim Min-jae           | Hàn Quốc    | Hậu vệ   | Bayern Munich       | 3    |
| 23   | André Onana           | Cameroon    | Thủ môn  | Manchester United   | 2    |
| 24   | Bukayo Saka           | Anh         | Tiền đạo | Arsenal             | 1    |
| 25   | Joško Gvardiol        | Croatia     | Hậu vệ   | Manchester City     | 1    |
| 26   | Jamal Musiala         | Đức         | Tiền vệ  | Bayern Munich       | 0    |
| 27   | Nicolò Barella        | Ý           | Tiền vệ  | Inter Milan         | 0    |
| 28   | Randal Kolo Muani     | Pháp        | Tiền đạo | Paris Saint-Germain | 0    |
| 28   | Martin Ødegaard       | Na Uy       | Tiền vệ  | Arsenal             | 0    |
| 30   | Rúben Dias            | Bồ Đào Nha  | Hậu vệ   | Manchester City     | 0    |

1. ↑  Lionel Messi gia nhập Inter Miami sau khi anh hết hạn hợp đồng với Paris Saint-Germain.
2. ↑  Yassine Bounou được Al-Hilal chiêu mộ từ Sevilla trong mùa giải.
3. ↑  İlkay Gündoğan gia nhập Barcelona sau khi anh hết hạn hợp đồng với Manchester City.
4. ↑  Karim Benzema gia nhập Al-Ittihad sau khi anh hết hạn hợp đồng với Real Madrid.
5. ↑  Jude Bellingham được Real Madrid chiêu mộ từ Borussia Dortmund trong mùa giải.
6. ↑  Harry Kane được Bayern Munich chiêu mộ từ Tottenham Hotspur trong mùa giải.
7. ↑  Kim Min-jae được Bayern Munich chiêu mộ từ Napoli trong mùa giải.
8. ↑  André Onana được Manchester United chiêu mộ từ Inter Milan trong mùa giải.
9. ↑  Joško Gvardiol được Manchester City chiêu mộ từ RB Leipzig trong mùa giải.
10. ↑  Randal Kolo Muani được Paris Saint-Germain chiêu mộ từ Eintracht Frankfurt trong mùa giải.

## Quả bóng vàng nữ

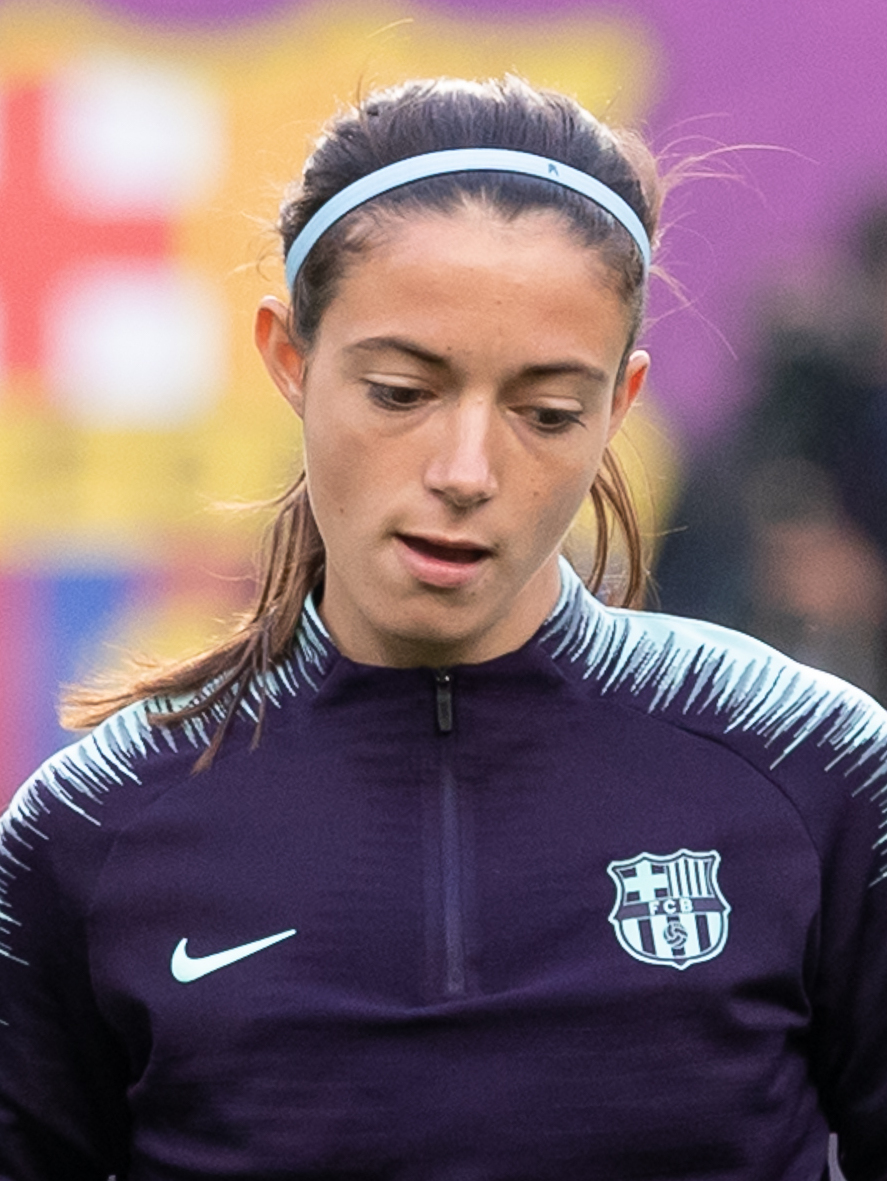
Aitana Bonmatí trở thành cầu thủ nữ người Tây Ban Nha thứ ba trong lịch sử giành giải Quả bóng vàng nữ.

Đối với những cầu thủ thi đấu cho nhiều câu lạc bộ trong mùa giải, các câu lạc bộ gần đây nhất mà họ đang thi đấu sẽ chỉ được liệt kê dưới đây.
Dưới đây là danh sách 30 cầu thủ được đề cử cho giải thưởng Quả bóng vàng nữ châu Âu 2023. Kết quả chung cuộc như sau:
| Hạng | Cầu thủ              | Quốc tịch   | Vị trí          | Câu lạc bộ          | Điểm |
| ---- | -------------------- | ----------- | --------------- | ------------------- | ---- |
| 1    | Aitana Bonmatí       | Tây Ban Nha | Tiền vệ         | Barcelona           | 266  |
| 2    | Sam Kerr             | Úc          | Tiền đạo        | Chelsea             | 87   |
| 3    | Salma Paralluelo     | Tây Ban Nha | Tiền đạo        | Barcelona           | 49   |
| 4    | Fridolina Rolfö      | Thụy Điển   | Tiền đạo/Hậu vệ | Barcelona           | 49   |
| 5    | Mary Earps           | Anh         | Thủ môn         | Manchester United   | 42   |
| 6    | Olga Carmona         | Tây Ban Nha | Hậu vệ          | Real Madrid         | 32   |
| 7    | Alexandra Popp       | Đức         | Tiền đạo        | VfL Wolfsburg       | 27   |
| 8    | Patricia Guijarro    | Tây Ban Nha | Tiền vệ         | Barcelona           | 25   |
| 9    | Linda Caicedo        | Colombia    | Tiền đạo        | Real Madrid         | 19   |
| 10   | Rachel Daly          | Anh         | Tiền đạo        | Aston Villa         | 17   |
| 11   | Millie Bright        | Anh         | Hậu vệ          | Chelsea             | 17   |
| 12   | Hinata Miyazawa      | Nhật Bản    | Tiền đạo        | MyNavi Sendai       | 15   |
| 13   | Lena Oberdorf        | Đức         | Tiền vệ         | VfL Wolfsburg       | 13   |
| 14   | Kadidiatou Diani     | Pháp        | Tiền đạo        | Lyon                | 12   |
| 15   | Amanda Ilestedt      | Thụy Điển   | Hậu vệ          | Arsenal             | 12   |
| 16   | Mapi León            | Tây Ban Nha | Hậu vệ          | Barcelona           | 11   |
| 17   | Hayley Raso          | Úc          | Tiền đạo        | Real Madrid         | 8    |
| 18   | Ewa Pajor            | Ba Lan      | Tiền đạo        | VfL Wolfsburg       | 8    |
| 19   | Guro Reiten          | Na Uy       | Tiền vệ         | Chelsea             | 8    |
| 20   | Asisat Oshoala       | Nigeria     | Tiền đạo        | Barcelona           | 7    |
| 21   | Alba Redondo         | Tây Ban Nha | Tiền đạo        | Levante             | 7    |
| 22   | Katie McCabe         | Ireland     | Hậu vệ          | Arsenal             | 6    |
| 23   | Georgia Stanway      | Anh         | Tiền vệ         | Bayern Munich       | 6    |
| 24   | Khadija Shaw         | Jamaica     | Tiền đạo        | Manchester City     | 5    |
| 25   | Sophia Smith         | Hoa Kỳ      | Tiền đạo        | Portland Thorns     | 2    |
| 26   | Wendie Renard        | Pháp        | Hậu vệ          | Lyon                | 1    |
| 27   | Yui Hasegawa         | Nhật Bản    | Tiền vệ         | Manchester City     | 1    |
| 28   | Debinha              | Brasil      | Tiền đạo        | Kansas City Current | 1    |
| 29   | Jill Roord           | Hà Lan      | Tiền vệ         | Manchester City     | 0    |
| 29   | Daphne van Domselaar | Hà Lan      | Thủ môn         | Aston Villa         | 0    |

1. ↑  Kadidiatou Diani gia nhập Lyon sau khi cô hết hạn hợp đồng với Paris Saint-Germain.
2. ↑  Amanda Ilestedt được Arsenal chiêu mộ từ Paris Saint-Germain trong mùa giải.
3. ↑  Hayley Raso gia nhập Real Madrid sau khi cô hết hạn hợp đồng với Manchester City.
4. ↑  Debinha gia nhập Kansas City Current sau khi cô hết hạn hợp đồng với North Carolina Courage.
5. ↑  Jill Roord được Manchester City chiêu mộ từ VfL Wolfsburg khi kết thúc mùa giải.
6. ↑  Daphne van Domselaar được Aston Villa chiêu mộ từ Twente trong mùa giải.

## Cúp Kopa
Đối với những cầu thủ thi đấu cho nhiều câu lạc bộ trong cùng một mùa giải, các câu lạc bộ gần đây nhất mà họ đang thi đấu sẽ chỉ được liệt kê dưới đây.
Dưới đây là danh sách 10 cầu thủ được đề cử cho giải thưởng cúp Kopa 2023. Kết quả chung cuộc như sau:
| Hạng | Cầu thủ           | Quốc tịch   | Vị trí   | Câu lạc bộ        | Điểm |
| ---- | ----------------- | ----------- | -------- | ----------------- | ---- |
| 1    | Jude Bellingham   | Anh         | Tiền vệ  | Real Madrid       | 90   |
| 2    | Jamal Musiala     | Đức         | Tiền vệ  | Bayern Munich     | 42   |
| 3    | Pedri             | Tây Ban Nha | Tiền vệ  | Barcelona         | 33   |
| 4    | Eduardo Camavinga | Pháp        | Tiền vệ  | Real Madrid       | 29   |
| 5    | Gavi              | Tây Ban Nha | Tiền vệ  | Barcelona         | 20   |
| 6    | Xavi Simons       | Hà Lan      | Tiền vệ  | RB Leipzig        | 4    |
| 7    | Alejandro Balde   | Tây Ban Nha | Hậu vệ   | Barcelona         | 4    |
| 8    | António Silva     | Bồ Đào Nha  | Hậu vệ   | Benfica           | 3    |
| 9    | Rasmus Højlund    | Đan Mạch    | Tiền đạo | Manchester United | 0    |
| 9    | Elye Wahi         | Pháp        | Tiền đạo | Lens              | 0    |

1. ↑  Jude Bellingham được Real Madrid chiêu mộ từ Borussia Dortmund trong mùa giải.
2. ↑  Xavi Simons được Paris Saint-Germain chiêu mộ từ PSV Eindhoven, và sau đó được RB Leipzig cho mượn trong mùa giải.
3. ↑  Rasmus Højlund được Atalanta chiêu mộ từ Sturm Graz, và sau đó được Manchester United mua đứt trong mùa giải.
4. ↑  Elye Wahi được Lens chiêu mộ từ Montpellier trong mùa giải.

## Cúp Yashin
Đối với những cầu thủ thi đấu cho nhiều câu lạc bộ trong cùng một mùa giải, các câu lạc bộ gần đây nhất mà họ đang thi đấu sẽ chỉ được liệt kê dưới đây.
Dưới đây là danh sách 10 thủ môn được đề cử cho giải thưởng cúp Yashin 2023. Kết quả chung cuộc như sau:
| Hạng | Cầu thủ               | Quốc tịch | Câu lạc bộ        | Điểm |
| ---- | --------------------- | --------- | ----------------- | ---- |
| 1    | Emiliano Martinez     | Argentina | Aston Villa       | 290  |
| 2    | Ederson               | Brasil    | Manchester City   | 197  |
| 3    | Yassine Bounou        | Maroc     | Al-Hilal          | 154  |
| 4    | Thibaut Courtois      | Bỉ        | Real Madrid       | 81   |
| 5    | Marc-Andre ter Stegen | Đức       | Barcelona         | 47   |
| 6    | André Onana           | Cameroon  | Manchester United | 44   |
| 7    | Dominik Livakovic     | Croatia   | Fenerbahçe        | 9    |
| 8    | Aaron Ramsdale        | Anh       | Arsenal           | 5    |
| 9    | Mike Maignan          | Pháp      | AC Milan          | 1    |
| 10   | Brice Samba           | Pháp      | Lens              | 0    |

1. ↑  Yassine Bounou được Al-Hilal chiêu mộ từ Sevilla trong mùa giải.
2. ↑  André Onana được Manchester United chiêu mộ từ Inter Milan trong mùa giải.
3. ↑  Dominik Livaković được Fenerbahçe chiêu mộ từ Dinamo Zagreb trong mùa giải.

## Cúp Gerd Müller
| Hạng | Cầu thủ            | Quốc tịch | Vị trí   | Câu lạc bộ          | Số bàn thắng |
| ---- | ------------------ | --------- | -------- | ------------------- | ------------ |
| 1    | Erling Haaland     | Na Uy     | Tiền đạo | Manchester City     | 56           |
| 2    | Kylian Mbappé      | Pháp      | Tiền đạo | Paris Saint-Germain | 54           |
| 3    | Harry Kane         | Anh       | Tiền đạo | Tottenham Hotspur   | 40           |
| 4    | Lionel Messi       | Argentina | Tiền đạo | Inter Miami         | 38           |
| 5    | Robert Lewandowski | Ba Lan    | Tiền đạo | Barcelona           | 36           |

1. ↑  Lionel Messi gia nhập Inter Miami sau khi anh hết hạn hợp đồng với Paris Saint-Germain.

## Giải Sócrates
| Hạng | Cầu thủ         | Quốc tịch | Vị trí   | Câu lạc bộ  |
| ---- | --------------- | --------- | -------- | ----------- |
| 1    | Vinícius Júnior | Brasil    | Tiền đạo | Real Madrid |

## Câu lạc bộ nam của năm
| Hạng | Câu lạc bộ      | Tổng số | Quả bóng vàng                                                                                |
| ---- | --------------- | ------- | -------------------------------------------------------------------------------------------- |
| 1    | Manchester City | 7       | Julián Álvarez Kevin De Bruyne Rúben Dias İlkay Gündoğan Erling Haaland Rodri Bernardo Silva |

## Câu lạc bộ nữ của năm
| Hạng | Câu lạc bộ | Tổng số | Quả bóng vàng nữ                                                                           |
| ---- | ---------- | ------- | ------------------------------------------------------------------------------------------ |
| 1    | Barcelona  | 6       | Aitana Bonmatí Salma Paralluelo Fridolina Rolfö Patricia Guijarro Mapi León Asisat Oshoala |